# Pataz
Pataz es una localidad peruana capital del Distrito de Pataz de la Provincia de Pataz en el Departamento de La Libertad. Se ubica aproximadamente a unos 335 kilómetros al sureste de la ciudad de Trujillo.
Según Cuarto poder, en los años 2020 se le acredita a Pataz tener varias minas informales de oro cerca de la localidad. Además, el valor del suelo ha llegado a mediar los 1000 dólares por metro cuadrado.